# Rieth (Heldburg)
Rieth ist ein Ortsteil der Stadt Heldburg im Landkreis Hildburghausen in Thüringen.

## Lage
Der Ort Rieth liegt im Heldburger Land nördlich von Hellingen am Fuß des Kirchbergs. Die Gemarkungsgrenze bildet auch teilweise die Grenze zwischen Thüringen und Bayern. Die Landesstraße 2640 führt durch den Ortsteil und weiter nach Gompertshausen.

## Geschichte
802–817 wurde der Ort erstmals urkundlich erwähnt. Der Ort bezieht sich aber auf die Urkunde von Abt Egbert von Fulda aus dem Jahr 1049. Der Name Rieth bezieht sich auf die damals vorgefundenen Feuchtflächen. Daher gibt es auch viele Quellen in der Gemarkung. Rieth war und ist ein ländliches und landwirtschaftlich geprägtes Dorf. Bis zur Eingliederung nach Hellingen 1994 war Rieth eine eigenständige Gemeinde. Seitdem wurden drei Wohngebiete angelegt und die Dorferneuerung durchgeführt. Mit 340 Personen ist das Dorf bewohnt. Im Ort ist auch ein landwirtschaftliches Unternehmen ansässig. 2019 wurde Hellingen nach Heldburg eingegliedert und Rieth damit Heldburger Ortsteil. 

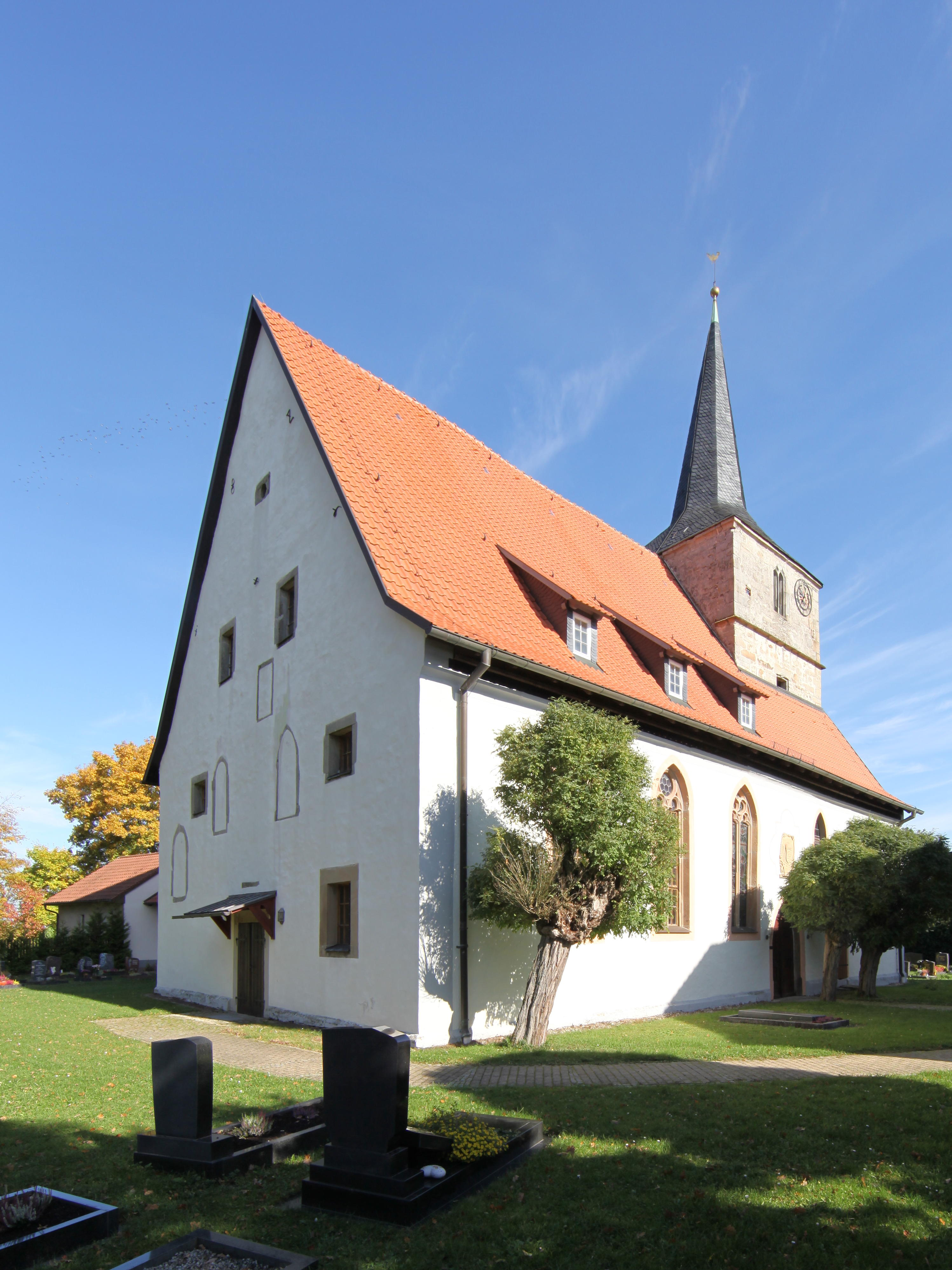
Allerheiligenkirche

## Sehenswürdigkeiten
Die Allerheiligenkirche, eine ehemalige Wehrkirche, stammt in ihrer heutigen Form aus dem Jahr 1682.